# Atmosferă tehnică
Atmosfera tehnică (simbol: at) este unitatea de presiune din sistemul tehnic de unități de măsură. Ea nu face parte din SI.
Prin definiție, 1 at = 1 kgf/cm²
Relații de conversie:
| 1 at | = 98066,5 Pa  |
| 1 at | ≈ 0,96784 atm |
În SI, simbolul kilo„at” se confundă cu simbolul pentru katal („kat”) al activității catalitice, precum și cu simbolul unei attotone. Însă o presiune de 1000 at era neobișnuită în tehnică, iar în locul attotonei se preferă picogramul.